# Lože
Lože (in italiano in passato Lose o Losa; nel XIX secolo in tedesco Losche) è un insediamento (naselje) del comune sloveno di Vipacco. È capoluogo di una delle 11 comunità locali in cui si suddivide il comune.

Nei pressi dell'abitato vi sono ancora i resti del Castello di Leitenburg (in sloveno Grad Lože, in tedesco Schloß Leitenburg).

## Storia
Località di frontiera della contea di Gorizia a inizio XVIII secolo, Lože passòo in seguito al Ducato di Carniola. Con il trattato di Schönbrunn (1809) entrò a far parte delle Province Illiriche. 
Col Congresso di Vienna nel 1815 tornò in mano asburgica come comune autonomo del ricostituito Ducato di Carniola (a sua volta incluso sino al 1849 nel Regno d'Illiria). Il comune includeva anche il vicino villaggio di Manče (o Mavče o Mauče, in tedesco Mautsche o Mantsche). La località in questo periodo era nota con il toponimo sloveno di Lože e con quello tedesco di Losche.
Nel 1920, dopo la Grande guerra e il Trattato di Rapallo, il comune passò al Regno d'Italia come il resto della Venezia Giulia. Il nome del paese venne italianizzato in Lose. La circoscrizione territoriale rimase la medesima che in epoca asburgica, includendo sempre la frazione di Mauce (italianizzazione di Mauče). Nel 1923 il comune venne inquadrato nel Circondario di Gorizia della Provincia del Friuli, passando poi nel 1927 alla ricostituita Provincia di Gorizia. Nel 1928 il governo Mussolini ne decise l'annessione a Vipacco, di cui fa parte tuttora.
Nel 1947, in seguito alla seconda guerra mondiale e ai Trattati di Parigi, la località passò alla Jugoslavia. Dal 1991 fa parte della Slovenia.